# Two Swords
«Two Swords» es el primer episodio de la cuarta temporada de la serie televisiva HBO Juego de tronos. El episodio fue dirigido por uno de los productores de la serie, D. B. Weiss, y fue emitido el 4 de abril de 2014.

## Argumento

### En Desembarco del Rey
Lord Tywin Lannister (Charles Dance) funde el mandoble de la Casa Stark, Hielo, y forja dos nuevas espadas de acero valyrio, a la vez que arroja al fuego su funda con piel de lobo, simbolizando el fin del linaje de los Stark. Una de estas espadas es entregada a su hijo, Jaime Lannister (Nikolaj Coster-Waldau). Tywin le pide a su primogénito que abandone la Guardia Real y asuma su lugar como Señor de Roca Casterly, pero Jaime se niega, afirmando que no romperá sus votos.
Tyrion Lannister (Peter Dinklage) y Bronn (Jerome Flynn) aguardan la llegada del príncipe Doran Martell de Dorne, pero en su lugar aparece el príncipe Oberyn Martell (Pedro Pascal), hombre de impredecible y peligrosa fama que, haciendo gala de ella, estaba teniendo una trifulca con soldados de los Lannister en un burdel cuando Tyrion y Bronn lo encontraron. Oberyn reconoce que sus intenciones de acudir a la capital son las de vengar la muerte de su hermana Elia Martell y sus hijos a manos de hombres de la Casa Lannister.
Sansa Stark (Sophie Turner) vive sumida en la depresión desde que se enterara de la muerte de su madre y hermano. Tyrion se preocupa por ella al verla tan alicaída, pero Sansa lo único que quiere es estar a solas. Shae (Sibel Kekilli) se muestra celosa ante esta nueva situación, creyendo que Tyrion ama a Sansa. Tyrion aún ama a Shae, pero sabe la situación en la que se hallan.
Jaime Lannister recibe una mano de oro; obsequio de su hermana Cersei (Lena Headey). Esta se muestra fría con su hermano y amante, culpándolo de no haber estado cuando ella lo necesitaba y que las cosas han cambiado desde que él se marchó.
Margaery Tyrell (Natalie Dormer) y su abuela Olenna (Diana Rigg) se hallan realizando los preparativos para la inminente boda cuando reciben la visita de Brienne de Tarth (Gwendoline Christie), quien informa a Margaery de cómo murió Renly Baratheon. Mientras tanto, Jaime Lannister planea la disposición de la Guardia Real en el banquete nupcial bajo la «supervisión» del rey Joffrey (Jack Gleeson).
Brienne trata de persuadir a Jaime de que cumpla la promesa que le hizo a la difunta Catelyn Tully, pese a que Jaime insiste en que lo más probable es que Arya Stark esté muerta y recalca que Sansa es ahora su cuñada. A su vez, un antiguo caballero al que Sansa salvó la vida llamado Dontos Hollard (Tony Way) le regala a esta un collar en agradecimiento de que le salvara la vida.

### En Essos
Daenerys Targaryen (Emilia Clarke) observa cómo sus dragones crecen y cada vez se vuelven más independientes. Su ejército marcha rumbo hacia Meereen, la última de las grandes ciudades esclavistas de la Bahía de los Esclavos. Por el camino, Daenerys observa que los Amos de Meereen han crucificado a un esclavo cada varias leguas hasta llegar a Meereen.

### En el Norte
Ygritte (Rose Leslie) y Tormund Matagigantes (Kristofer Hivju) aguardan la señal de Mance Rayder para empezar el ataque sobre el Castillo Negro. En ese momento, los thennitas liderados por su Magnar, Styr, se reúnen con ellos para unírseles en su ataque.

### En el Muro
La Guardia de la Noche aguarda para hacer frente al ataque de los salvajes. Jon Nieve (Kit Harington) habla con Samwell Tarly (John Bradley-West) sobre cómo envidiaba a su hermano Robb. Tiene que hacer frente a las acusaciones de Ser Alliser Thorne (Owen Teale) de traición y de asesinar a Qhorin Mediamano; Jon reconoce haberse unido a los salvajes y haberse acostado con una mujer salvaje, pero también afirma que Mance Rayder parte hacia el Sur con 100.000 hombres. Tanto Ser Alliser como el recién llegado Janos Slynt (Dominic Carter) son partidarios de ejecutarlo, pero el maestre Aemon (Peter Vaughan) cree que el muchacho dice la verdad y le permite marcharse.

### En las Tierras de los Ríos
Arya Stark (Maisie Williams) y Sandor Clegane (Rory McCann) continúan vagando a través de las Tierras de los Ríos de camino a llevar a Arya con Lysa Tully. Por el camino se topan con hombres de los Lannister, entre los cuales está un hombre llamado Polliver, el cual mató a un viejo amigo de Arya llamado Lommy y le robó su espada Aguja. Arya y Sandor entran en la taberna donde los soldados están maltratando al tendero y abusando de su hija. Polliver reconoce a Sandor, al que invita a viajar con ellos. Sandor está molesto con la actitud de Polliver y provoca una trifulca con los soldados. Sandor elimina todos ellos y deja a Polliver malherido en el suelo; Arya recupera a Aguja y se la clava a Polliver en la garganta, pronunciando las mismas palabras que él le dijo a Lommy antes de matarlo.
Con un nuevo caballo para Arya y el estómago lleno, Sandor y Arya continúan con su viaje hacia el Valle de Arryn.

## Producción
«Dos espadas» fue escrito y producido por David Benioff y D. B. Weiss basándose en los capítulos de Choque de reyes de Sansa II y Sansa VIII, y en los de Tormenta de espadas de Jaime VII, Tyrion IV, Tyrion V, Jon VI, Jon IX, Daenerys V y Arya XIII. El asesinato del personaje de Polliver está inspirado en uno de los capítulos de Arya en Vientos de invierno.

## Recepción

### Audiencia
"Dos espadas" rompió el récord de audiencia de la serie hasta el momento. 6.64 millones de personas vieron el episodio en su estreno, y el número se elevó a 8.2 millones cuando combinaron las dos transmisiones de HBO. Este fue el segundo número más alto de la cadena, detrás del episodio final de Los Soprano.

### Crítica
El estreno de la temporada tuvo una calificación positiva del 97% de 25 revisiones, con un promedio de 9/10 según Rotten Tomatoes.
Escribiendo para IGN, Matt Fowler le dio al episodio una calificación de 8.5/10 y escribió que "Dos Espadas fue un estreno sólido de Game of Thrones, aunque ciertamente no ocultó el hecho de que el programa luego de la Boda Roja, posiblemente vaya a deambular más de lo que la gente podría disfrutar o esperar". Todd VanDerWerff le dio al episodio un "A-", mientras que Erik Adams lo calificó con un "B+". Myles McNutt de Cultural Learnings también le dio al episodio una crítica positiva, destacando la escena final con Arya y Sandor como la mejor secuencia del capítulo.